# Крашен, Стивен
Стивен Крашен (англ. Stephen Krashen; род. 14 мая 1941; Чикаго, Иллинойс) — профессор в отставке университета Южной Калифорнии, лингвист, специалист по проблемам прикладной лингвистики. Заложенные им теоретические принципы оказали большое влияние на развитие теории усвоения второго языка на её начальном этапе (1970—1980).

## Труды
Опубликовал более 350 статей и книг по проблемам усвоения второго языка, двуязычного образования и чтения.
Создал ряд важнейших концепций и терминов, касающихся теории усвоения второго языка. Среди них:
- гипотеза усвоения-обучения, en:acquisition-learning hypothesis,
- гипотеза входа, input hypothesis,
- гипотеза наблюдателя, en:monitor hypothesis,
- гипотеза эмоционального фильтра, en:affective filter,
- гипотеза естественной последовательности при усвоении языка, en:natural order hypothesis.[3]

Позднее Крашен выдвинул и активно продвигает метод использования «добровольного чтения» (en:free voluntary reading) при усвоении второго языка — по его словам, это «самое мощное средство при преподавании как первого, так и второго языка».
В докладе, размещённом в декабре 2013 года на YouTube, Крашен обсуждал вопросы «понятного входа» (comprehensible input), «явных методов» (explicit methods), «избыточного тестирования» (excessive testing), стандартизации, приватизации и бедности.

## Активист образования
Поскольку в 1990-х годах образование в Калифорнии стало слишком нетерпимым к двуязычию учеников (главным образом тех, для которых родным языком был испанский), Крашен выступил с резкой критикой новой образовательной политики, произнося речи и публикуя письма в средствах массовой информации. Во время кампании по продвижению законопроекта о запрете двуязычного образования в Калифорнии в 1998 году (Proposition 227) Крашен участвовал в многочисленных интервью и публичных дискуссиях, критикуя законопроект. Всего с 1998 по 2006 год он отправил более 1000 писем в средства массовой информации. Крашен подвергся резкой критике со стороны консерваторов, считающих, что двуязычие в образовании является разбазариванием средств налогоплательщиков, а также подкопом под патриотизм.

## Разное
Имеет чёрный пояс по тхэквондо,. Провёл два года в Эфиопии, где преподавал английский язык как активист Корпуса мира.

## Сочинения
- Krashen, Stephen D. Second Language Acquisition and Second Language Learning (англ.). — Oxford: Pergamon, 1981.
- Krashen, Stephen D. Principles and Practice in Second Language Acquisition (англ.). — Oxford: Pergamon, 1982.
- Krashen, S.D; Terrell, T.D. The Natural Approach (неопр.). — New York: Pergamon, 1983.
- Krashen, S.D. (1985), The Input Hypothesis: Issues and Implications, New York: Longman
- Krashen, S.D. (1989), We Acquire Vocabulary and Spelling by Reading: Additional Evidence for the Input Hypothesis, The Modern Language Journal, vol. 73, pp. 440–464
- Krashen, S.D. (1996), The case for narrow listening, vol. 24, System, pp. 97–100
- Mason, B.; Krashen, S. (1997), Extensive reading in English as a foreign language, System, vol. 25, pp. 91–102{{citation}}:  Википедия:Обслуживание CS1 (url-status) (ссылка)
- Krashen, S.D. (2002), The Comprehension Hypothesis and its Rivals (PDF), pp. 395–404
- Krashen, S.D. (2003), Explorations in Language Acquisition and Use (PDF), Portsmouth: NH: Heinemann.
- McQuillan, J.; Krashen, S.D. (2008), Commentary: Can free reading take you all the way? A response to Cobb (2007), About Language Learning & Technology, vol. 6, pp. 104–109